# Театральный дом (Тарту)
Театральный дом (эст. Teatri Kodu) — памятник архитектуры — достопримечательность Тарту. Расположен в исторической части города на улице Лутсу. Барочный портал дома — единственный в городе.
Работа Театрального дома рассчитана на все возрастные категории, в зале на первом этаже круглый год проходят представления, в детской студии на втором этаже проводятся музейные занятия, конференции и семинары, а также детские праздники. Постоянной театральной труппы при Доме нет. Обычно все мероприятия проводятся на эстонском языке.
Обустроена игротека, работает магазин сувениров.

## История

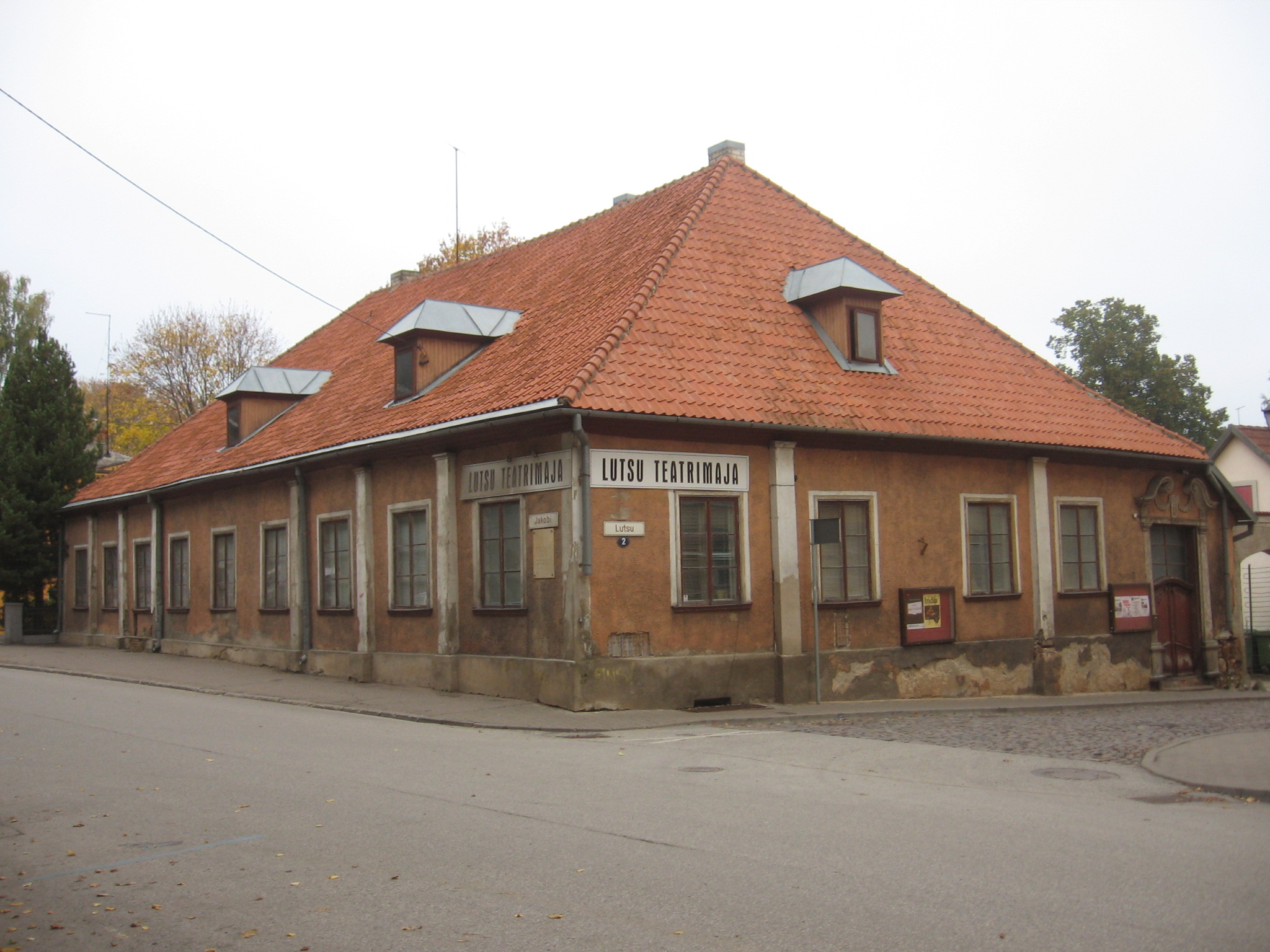
Театральный дом. 2007

Построен в 1755—1758 годах и является редким зданием, уцелевшем в Большом пожаре Тарту 1775 года
В XIX и XX веках дом сменил нескольких владельцев. В советское время внутренние помещения были перестроены, и в них разместились различные спортивные организации и городские учреждения, незадолго до последней реконструкции дом использовался как театральный зал.
В 2008—2010 здание отремонтировано. В подвальных помещениях восстановлен средневековый жилой дом в соответствие с обнаруженныйми при археологических раскопках фрагментами. С 2010 года в структуре Тартуского музея игрушек.